# (73130) 2002 GW73
(73130) 2002 GW73 – planetoida z pasa głównego asteroid okrążająca Słońce w ciągu 3,23 lat w średniej odległości 2,18 j.a. Odkryta 9 kwietnia 2002 roku.